# PGIM
PGIM, Inc. (PGIM) ist ein US-amerikanischer Finanzdienstleister mit Sitz in Newark, Vereinigte Staaten. Das Unternehmen war früher als Prudential Investment Management bekannt und fungiert als Vermögensverwaltungszweig von Prudential Financial, einer US-amerikanischen Lebensversicherungsgesellschaft.
PGIM verwaltet Vermögenswerte von über 1,39 Billionen US-Dollar (Stand Juli 2025) in den Bereichen Renten, Aktien, Immobilien, alternative Anlagen und Multi-Asset-Anlagen. Das Unternehmen verfügt über 1450 Investment Professionals und hat Niederlassungen in 42 Ländern.

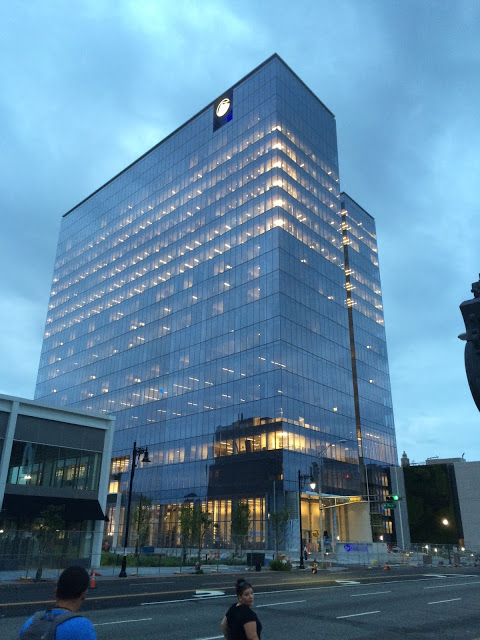
Prudential Tower in Newark

## Geschichte
John Fairfield Dryden gründete 1985 die Prudential Friendly Society in Newark, New Jersey. „Friendly Society“ wird 1877 aus dem Namen gestrichen. Im Jahre 1878 war Prudential Financial, Inc. (PFI) eines der ersten Unternehmen, das Wohn- und Gewerbeimmobilienkredite vergab. Der erste Gruppenrentenvertrag wurde an die Cleveland Public Library vergeben, die bis heute Kunde ist. Das Rentenanlagegeschäft begann 1928 mit der Verwaltung von Rentenkonten für institutionelle Kunden.
Während der Großen Depression ab 1929 hat PFI Zwangsvollstreckungen gegen Landwirte vermieden, indem die Zahl der vergebenen Hypotheken und Kredite für landwirtschaftliche Betriebe erhöht wurde. Im Jahre 1956 wurde eine neue Abteilung für gewerbliche und industrielle Kredite eingerichtet, um kleinen und mittleren Unternehmen Kapital zur Verfügung zu stellen. 1962 richtete PFI erste separate Konten zur Verwaltung von Investitionen Dritter außerhalb des allgemeinen Kontos ein. 1970 wurde der erste offene Immobilien-Mischfonds für US-Investoren aufgelegt.
1975 begann das quantitative Management-Investmentgeschäft mit der Verwaltung von US-Aktienkonten für institutionelle Kunden. 1985 erwarb PFI das Unternehmen Jennison Associates und erweiterte damit seine Kapazitäten als Vermögensverwalter für andere Institutionen. 1987 wurde das Investmentfondsverwaltungsgeschäft (jetzt PGIM Investments) gegründet, um die wachsende Zahl an Investmentfonds zu verwalten. Im gleichen Jahr wurde Thomson McKinnon Securities übernommen, wodurch das Unternehmen zum drittgrößten Maklerunternehmen in den Vereinigten Staaten wurde.
Im Jahr 2000 wurde eine Vermögensverwaltungsgesellschaft in Taiwan übernommen, die jetzt PGIM SITE heißt. 2004 gründete PGIM eine Joint Venture-Fondsverwaltungsgesellschaft in China mit Everbright Securities, heute bekannt als Everbright PGIM. PGIM startete 2010 ein Vermögensverwaltungsgeschäft in Mumbai, Indien. Die Eröffnung des Prudential Tower in Newark, New Jersey, als Hauptsitz des globalen Investmentmanagement-Geschäfts, geschah 2015. Der Name des Investmentmanagement-Geschäfts wurde 2016 in PGIM umbenannt.
2018 wurde eine aktive ETF-Plattform (Exchange Traded Fund) eingeführt. Im August 2021 übernahm PGIM Montana Capital Partners, einen in der Schweiz ansässigen Private-Equity-Manager für den Sekundärmarkt, um Zugang zu einer schnell wachsenden alternativen Anlagemöglichkeit zu bieten.